# Katharina Thewes
Katharina Thewes (* 31. Januar 1983 in der Wilhelm-Pieck-Stadt Guben, geborene Katharina Schulz) ist eine ehemalige deutsche Handballspielerin.
Die 1,80 m große auf der Linksaußenposition spielende Bau-Ingenieurin stand zwischen 2000 und 2009 beim Bundesligisten Buxtehuder SV unter Vertrag. Anschließend beendete sie ihre Karriere. Sie erzielte in 149 Bundesligaspielen insgesamt 449 Treffer,
Die im brandenburgischen Atterwasch nahe der polnischen Grenze aufgewachsene Thewes absolvierte drei Spiele (zwei Tore) für die deutsche Nationalmannschaft, ihr Länderspieldebüt hatte sie am 13. Oktober 2006 in Hamm gegen die Niederlande.

## Erfolge
- DHB-Pokalfinale 2007 mit dem Buxtehuder SV
- Deutscher Vize-Meister 2003
- EC-Finale 2002